# Ironman 70.3 Santa Rosa
Der Ironman 70.3 Santa Rosa ist eine unter wechselndem Namen von 1991 bis 2019 jährlich stattfindende Triathlon-Sportveranstaltung der Ironman 70.3-Serie in Santa Rosa (Kalifornien).

## Organisation

### „Half Vineman Triathlon“ von 1991 bis 2005
Von 1991 bis 2005 wurde dieser Triathlon im Juli oder August unter dem Namen Half Vineman Triathlon in Sonoma County ausgerichtet. Teilnehmer hatten die Möglichkeit für eine Qualifikation zum Ironman Hawaii.

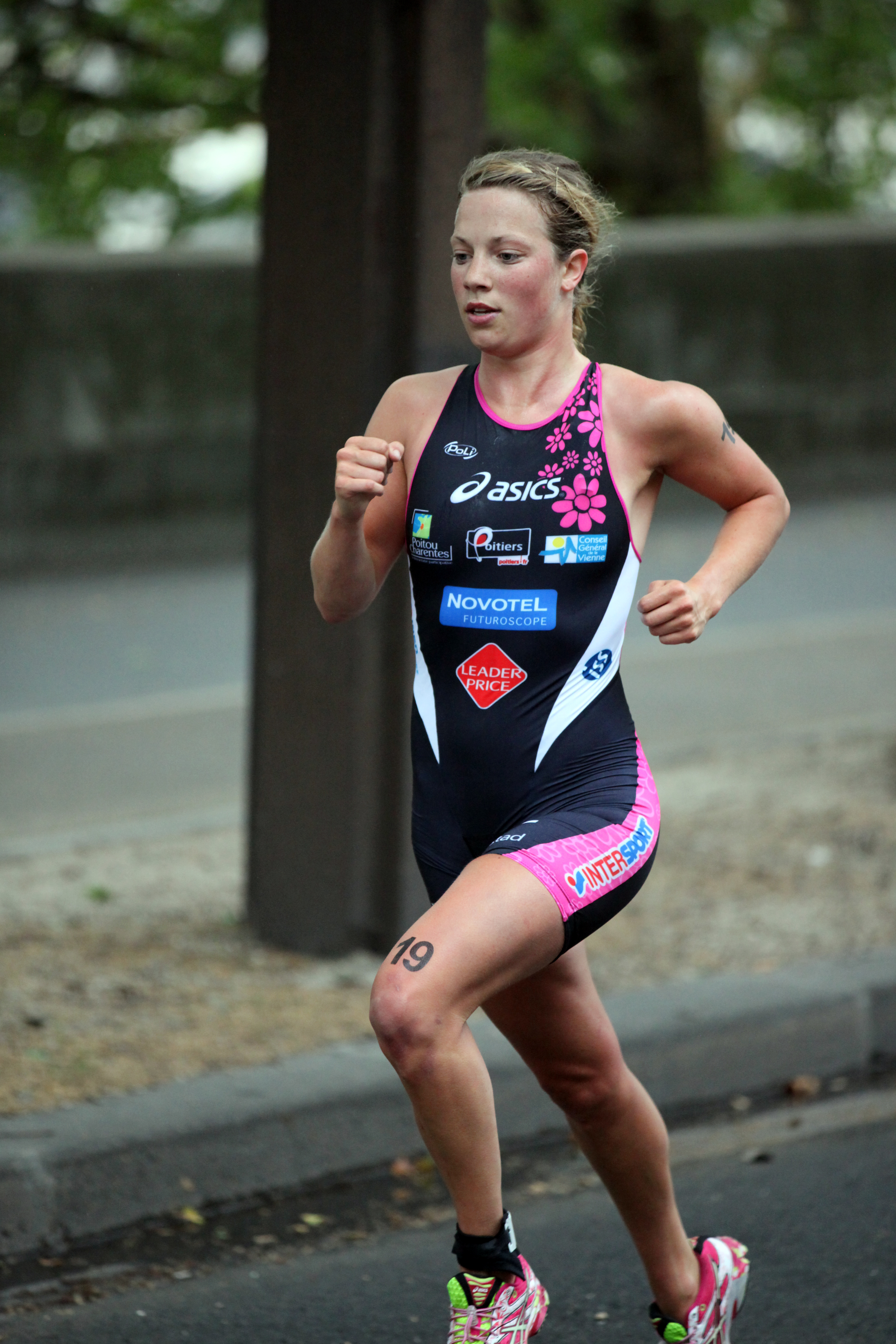
Die Britin Holly Lawrence – Siegerin 2016 und 2017

Bereits 1990 wurde hier erstmals der Full Vineman über die Langdistanz ausgetragen.
Dieses Rennen zählt mit zu den ältesten und attraktivsten Bewerben der Saison und wurde 2015 ebenfalls von der WTC aufgekauft.
Am 31. Juli 2010 wurde der Full Vineman Triathlon das 21. Mal ausgetragen und es wurden etwa 700 Athleten am Start erwartet.

### „Vineman Ironman 70.3“ von 2006 bis 2016
Seit 2006 lautet der Name der Veranstaltung Vineman Ironman 70.3. Der Veranstalter zahlte zur Nutzung des Markenzeichens Ironman 70.3 Lizenzgebühren an den Inhaber der Markenrechte, die heute zur chinesischen Wanda Group gehörende WTC. 2015 kaufte die WTC den Veranstalter auf und organisiert den Vineman Ironman 70.3 seither in Eigenregie.
Weltweit werden von der World Triathlon Corporation (kurz WTC) jährlich über zwanzig Rennen über die Distanzen 1,9 km Schwimmen, 90 km Radfahren und 21,1 km Laufen selbst oder durch unabhängige Veranstalter, die für die Nutzung des Markenzeichens Lizenzgebühren entrichten, organisiert. Aus der Gesamtdistanz von 113 km bzw. 70,3 Meilen bei einem leitet sich der Name ab.
Am 10. Juli 2016 war hier die 26. Austragung.

### „Ironman 70.3 Santa Rosa“ von 2017 bis 2019
Für 2017 wurde der Austragungsort zusammen mit dem Ironman Santa Rosa (Langdistanz) nach Santa Rosa in Kalifornien verlegt.
Das Rennen wurde unter neuem Namen ausgetragen und der Termin vom Juli auf den Mai vorverlegt. Die letzte Austragung des Rennens war am 27. Juli 2019.

## Siegerliste

### Ironman 70.3 Santa Rosa
| Datum/Jahr    | Männer           | Männer            | Männer            | Frauen             | Frauen          | Frauen           |
| Datum/Jahr    | Erster Platz     | Zweiter Platz     | Dritter Platz     | Erster Platz       | Zweiter Platz   | Dritter Platz    |
| ------------- | ---------------- | ----------------- | ----------------- | ------------------ | --------------- | ---------------- |
| 13. Mai 2023  |                  |                   |                   |                    |                 |                  |
| 27. Juli 2019 | Sam Appleton -4- | Timothy O’Donnell | Tim Reed          | Chelsea Sodaro     | Mirinda Carfrae | Paula Findlay    |
| 28. Juli 2018 | Sam Appleton -3- | Jackson Laundry   | Tyler Butterfield | Mirinda Carfrae    | Heather Wurtele | Pâmella Oliveira |
| 13. Mai 2017  | Sam Appleton -2- | Joe Gambles       | Timothy O’Donnell | Holly Lawrence -2- | Sarah Piampiano | Kaisa Lehtonen   |

### Vineman Ironman 70.3
| Datum/Jahr    | Männer          | Männer          | Männer           | Frauen               | Frauen             | Frauen          |
| Datum/Jahr    | Erster Platz    | Zweiter Platz   | Dritter Platz    | Erster Platz         | Zweiter Platz      | Dritter Platz   |
| ------------- | --------------- | --------------- | ---------------- | -------------------- | ------------------ | --------------- |
| 10. Juli 2016 | Andy Potts -2-  | Tim Reed        | Craig Alexander  | Holly Lawrence       | Caroline Steffen   | Lauren Brandon  |
| 12. Juli 2015 | Sam Appleton    | Craig Alexander | Kevin Collington | Meredith Kessler -3- | Magali Tisseyre    | Mirinda Carfrae |
| 13. Juli 2014 | Tim Reed        | Tim Don         | Callum Millward  | Meredith Kessler -2- | Melissa Hauschildt | Rachel McBride  |
| 15. Juli 2012 | Greg Bennett    | Joseph Gambles  | Paul Matthews    | Meredith Kessler     | Melissa Rollison   | Amy Marsh       |
| 17. Juli 2011 | Andy Potts      | Paul Matthews   | Joseph Gambles   | Melissa Rollison     | Leanda Cave        | Mirinda Carfrae |
| 18. Juli 2010 | Chris Lieto     | Kieran Doe      | James Cotter     | Mirinda Carfrae      | Leanda Cave        | Tyler Stewart   |
| 19. Juli 2009 | Joseph Gambles  | Simon Thompson  | Leon Griffin     | Pip Taylor           | Tyler Stewart      | Dede Griesbauer |
| 20. Juli 2008 | Jason Maurice   | Bruce Gennari   | Shaun Guest      | Joanna Zeiger        | Meredith Keeran    | Fiona Eagles    |
| 22. Juli 2007 | Craig Alexander | Luke Bell       | TJ Tollakson     | Samantha McGlone     | Michellie Jones    | Melissa Ashton  |
| 30. Juli 2006 | Simon Lessing   | Tim DeBoom      | Cameron Widoff   | Becky Lavelle        | Kate Major         | Natasha Filliol |

### Half Vineman Triathlon
| Datum/Jahr    | Männer               | Männer           | Männer           | Frauen                | Frauen                | Frauen           |
| Datum/Jahr    | Erster Platz         | Zweiter Platz    | Dritter Platz    | Erster Platz          | Zweiter Platz         | Dritter Platz    |
| ------------- | -------------------- | ---------------- | ---------------- | --------------------- | --------------------- | ---------------- |
| 2005          | Tim DeBoom           | Steve Larsen     | Peter Reid       | Kathy Winkler         | Shelby Sheffield      | Kathleen Calkins |
| Aug. 2004     | Matt Dixon           | John Reback      | Jens Beck        | Kristianna Gough      | Shannon Smith         | Shelby Sheffield |
| 3. Aug. 2003  | Luke Bell            | Steve Larsen     | Brent Lorenzen   | Monica Caplan         | Paula Newby-Fraser    | Deirdre Tennant  |
| 5. Aug. 2002  | Chris Lieto          | Chris Legh       | Cameron Widoff   | Joanna Zeiger         | Heather Gollnick      | Andrea Fisher    |
| 8. Juli 2001  | Steve Larsen         | Cameron Widoff   | Chris Legh       | Elizabeth Zinkand -3- | Jeanne Anne Krizman   | Kristen Johnston |
| 9. Juli 2000  | Chuckie Veylupek -2- | Mike Pigg        | James Bonney     | Elizabeth Zinkand -2- | Gina Kehr             | Holly Nybo       |
| 1999          | Greg Whiteley        | Chuckie Veylupek | Jimmy Riccitello | Erin McCarty          | Jacqueline Lewis      | Heather Jorris   |
| 25. Juli 1998 | Chuckie Veylupek     | Cristián Bustos  | Tim Monaco       | Elizabeth Zinkand     | Joanna Zeiger         | Andrea Fisher    |
| 1997          | Troy Jacobson        | Kevin Joyce      | Mike Swan        | Lori Bowden           | Karen Embrey          | Michelle Deasy   |
| 1996          | Chris Legh           | Marcel Vifian    | Ricardo González | Holly Nybo            | Maria Leuisa Martinez | Carmenza Morales |
| 29. Juli 1995 | Richard Hobson       | Darrin Rohr      | Ryan Huckabay    | Lauren Alexander      | Holly Nybo            | Terry Schneider  |
| 1994          | Mike Swan            | Mark James       | Aaron King       | Nancy Vallance        | Holly Nybo            | Lynne Cameron    |
| 31. Juli 1993 | William Magagna      | Peter Park       |                  | Luanne Park           | Nancy Vallance        | Ann Seifert      |
| 1. Aug. 1992  | Ray Browning         | Scott Smith      | Romano Scatturo  | Erin McCarty          | Kathleen Cleary       | Luara Whitten    |
| 20. Juli 1991 | Brian Fahrensbach    | Alex Begg        | Nick Martin      | Cathy Donovan         | Christine Bell        | Edie Brainard    |